# Lucas Dias
Lucas Dias Silva (Bauru, 6 de julho de 1995) é um jogador brasileiro de basquetebol. Atualmente defende o Sesi Franca no Novo Basquete Brasil.

## Início
Lucas começou no basquete aos oito anos, quando seu irmão o levou a um treino na escolinha GREB, em Bauru. Depois foi para a Associação Luso Brasileira de Bauru (SP) e, em 2010, foi jogar no Pinheiros, onde começaria como profissional.
Aos 16 anos, foi eleito MVP do Jordan Brand Classic International.

## Carreira

### Pinheiros (2012–2016)

#### Liga de Desenvolvimento
Lucas disputou pela primeira vez a LDB em 2012. Lucas participou de 3 das 6 partidas disputadas pelo Pinheiros, que caiu na segunda fase do torneio. Na LDB 2013, teve pouca participação na fase de classificação, em função da sua participação no time adulto. Participou integralmente, porém, da fase final, e ficou com o terceiro lugar.
Na edição seguinte, Lucas disputou toda a LDB pelo sub-22 do Pinheiros, sendo o grande destaque da equipe e quebrando os recordes do torneio de pontos (44), de eficiência (55) e de arremessos de três pontos convertidos (9). O time novamente cairia nas semi-finais para o invicto Basquete Cearense
, dessa vez terminando o torneio na 4ª colocação.
O título da Liga de Desenvolvimento seria finalmente conquistado na edição 2015. Na campanha, Lucas conseguiu seu primeiro triplo-duplo e quebrou de novo o recorde de pontos da liga, 51, batendo sua própria marca da temporada anterior. O Pinheiros chegou ao terceiro Final Four consecutivo, dessa vez vencendo o torneio. Lucas foi eleito o MVP de Final ao anotar 24 pontos e 10 rebotes. Também levou o prêmio de Jogador Mais Eficiente da competição.

#### Time principal
Lucas foi incorporado ao time adulto durante o segunto turno do NBB 2011–12 e estreou em fevereiro de 2012, contra o Araraquara. Entraria em quadra em somente mais 3 partidas da daquela edição do NBB. Nas três temporadas seguintes, foi banco no Pinheiros, tendo médias inferiores a 15 minutos por jogo.
A situação de Lucas no elenco do Pinheiros mudou na temporada 2014–15. O Pinheiros anunciou César Guidetti, que havia treinado Lucas na base do clube, como novo treinador da equipe adulta. Guidetti assumiu com a expectativa de dar mais espaço aos jogadores jovens, e tornou o ala-pivô titular. Anotou na temporada seu primeiro duplo-duplo no NBB, em jogo contra o Paulistano. Em março, disputou seu primeiro Jogo das Estrelas, como substituto de jogador lesionado. Terminou o NBB com a oitava maior média de pontos do campeonato, sendo eleito o Destaque Jovem da temporada 2015–16.

### Paulistano (2016–2018)
Em julho de 2016, Lucas assinou contrato com o Paulistano. Onde permaneceu até 6 de Junho de 2018.

## Seleção Brasileira
A Confederação Brasileira de Basquete (CBB) divulgou em 21 de agosto de 2023, a lista com os 12 atletas convocados para a Copa do Mundo. Dentre os nomes o de Lucas.

## Títulos
Pinheiros
- Liga das Américas: 2013.

Paulistano
- Campeonato Brasileiro: 2017–18.
- Campeonato Paulista: 2017.

Franca
- Liga Sul-Americana: 2018.
- Campeonato Brasileiro: 2021–22, 2023-24.
- Copa Super 8: 2019–20, 2022-23
- Campeonato Paulista: 4 vezes (2018, 2019, 2020 e 2022).

## Estatísticas

### Temporada regular do NBB
| Ano               | Equipe            | PJ  | MPJ  | 2P%  | 3P%   | LL%   | RT  | AS  | BR  | TO | PPJ  |
| ----------------- | ----------------- | --- | ---- | ---- | ----- | ----- | --- | --- | --- | -- | ---- |
| 2011–12           | Pinheiros         | 4   | 4.1  | .600 | 1.000 | .500  | 1.0 | .0  | .8  | .0 | 3.3  |
| 2012–13           | Pinheiros         | 25  | 12.5 | .545 | .352  | .667  | 1.9 | .7  | .3  | .4 | 4.0  |
| 2013–14           | Pinheiros         | 27  | 12.9 | .614 | .298  | .686  | 2.1 | .8  | .6  | .2 | 4.4  |
| 2014–15           | Pinheiros         | 21  | 12.2 | .538 | .271  | 1.000 | 2.7 | .5  | .4  | .2 | 4.5  |
| 2015–16           | Pinheiros         | 27  | 31.0 | .505 | .431  | .816  | 5.3 | 2.0 | 1.3 | .4 | 15.5 |
| Carreira          | Carreira          | 104 | 17.0 | .530 | .363  | .774  | 3.0 | 1.0 | .7  | .3 | 7.2  |
| Jogo das Estrelas | Jogo das Estrelas | 1   | 16.3 | .800 | .333  | 1.000 | 2.0 | .0  | .0  | .0 | 12.0 |

### Playoffs do NBB
| Ano      | Equipe    | PJ | MPJ  | FG%  | 3P%  | LL%  | RT  | AS  | BR | TO | PPJ  |
| -------- | --------- | -- | ---- | ---- | ---- | ---- | --- | --- | -- | -- | ---- |
| 2013     | Pinheiros | 7  | 9.1  | .667 | .444 | .500 | 1.4 | .4  | .1 | .3 | 4.7  |
| 2014     | Pinheiros | 4  | 25.4 | .583 | .444 | .667 | 4.5 | 1.5 | .8 | .5 | 10.0 |
| 2015     | Pinheiros | 2  | 1.5  | .000 | .000 | .000 | .0  | .0  | .0 | .0 | .0   |
| 2016     | Pinheiros | 9  | 34.3 | .446 | .426 | .810 | 5.8 | 1.9 | .6 | .3 | 17.0 |
| Carreira | Carreira  | 22 | 21.7 | .486 | .433 | .787 | 3.6 | 1.2 | .4 | .3 | 10.3 |

### FIBA Liga das Américas
| Ano      | Equipe    | PJ | MPJ  | FG%  | 3P%  | LL%  | RT  | AS | BR | TO | PPJ |
| -------- | --------- | -- | ---- | ---- | ---- | ---- | --- | -- | -- | -- | --- |
| 2013†    | Pinheiros | 4  | 14.3 | .462 | .429 | .500 | 2.5 | .5 | .0 | .5 | 4.0 |
| 2014     | Pinheiros | 6  | 6.8  | .667 | .750 | .000 | 2.2 | .7 | .3 | .0 | 2.5 |
| Carreira | Carreira  | 10 | 9.8  | .545 | .545 | .250 | 2.3 | .6 | .2 | .2 | 3.1 |